# Aardbeving Spanje april 2010
De aardbeving in Spanje op 11 april 2010 vond plaats om 22:08:11 UTC. Het epicentrum lag op ongeveer 25 kilometer ten zuidoosten van de provinciehoofdstad Granada en 90 kilometer ten noordoosten van Málaga. De kracht bedroeg 6,3 op de schaal van Richter. Het hypocentrum lag op een diepte van 619,7 kilometer waardoor er geen slachtoffers vielen.

Januari: Salomonseilanden (3 januari) · Californië (10 januari) · Haïti (12 januari) -
Februari: Bougainville (1 februari) · Riukiu-eilanden (26 februari) · Chili (27 februari) -
Maart: Taiwan (4 maart) · Sumatra (5 maart) · Turkije (8 maart) · Chili (11 maart) · Japan (14 maart) · Obi-eilanden (14 maart) -
Mei: Sumatra (9 mei) · Vanuatu (27 mei) -
Juni: Papoea (16 juni) -
Oktober: Sumatra (25 oktober)